# Tantawan Tuatulanon

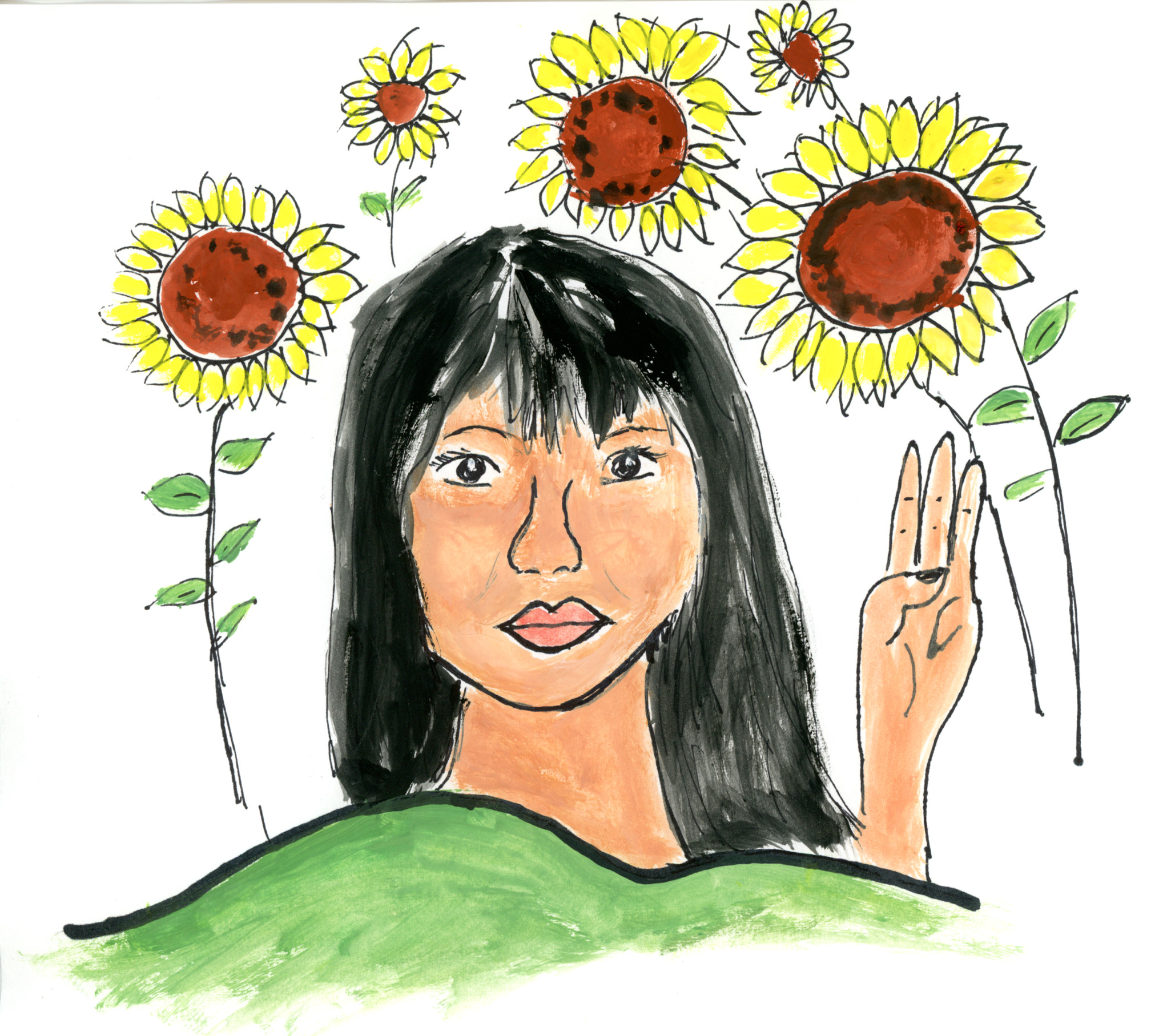
Tantawan Tuatulanon

Tantawan Tuatulanon (thailändisch ทานตะวัน ตัวตุลานนท์) ist eine thailändische Studentenaktivistin, die sich für die Abschaffung von Abschnitt 112 des thailändischen Strafgesetzbuchs und eine Reform der thailändischen Monarchie eingesetzt hat. Ihr droht in Thailand ein Gerichtsverfahren wegen Verstoßes gegen die Majestätsbeleidigung des Landes. Sie wurde am 13. Februar 2024 zusammen mit einem anderen Aktivisten wegen Volksverhetzung und Cyberkriminalität verhaftet, weil sie angeblich eine Autokolonne der thailändischen Königsfamilie in Bangkok belästigt hatte.
Als das Strafgericht ihre von Thai Lawyers for Human Rights eingereichten Anträge auf Kaution ablehnte, schwörten Tantawan und der andere Aktivist Natthanon Chaimahabutra (beide Mitglieder der Aktivistengruppe Taluwang), im Gefängnis einen Hungerstreik zu beginnen. In einer handschriftlichen Erklärung Tantawans, die den Medien nach dem Gerichtsurteil übergeben wurde, forderten die beiden Aktivisten eine Reform des thailändischen Justizsystems. Sie fügten außerdem hinzu, dass niemand wegen unterschiedlicher politischer Meinungen inhaftiert werden dürfe und dass Thailand abgelehnt werden sollte, wenn das Land für die Wahl in den UN-Menschenrechtsrat kandidiere.
Ihr Zustand verschlechterte sich erheblich am 22. Februar 2024, was laut Thai PBS World, der englischsprachigen Website von Thai PBS, der neunte Tag des Hungerstreiks war. Anschließend wurde sie in das Thammasat-Universitätskrankenhaus verlegt. Sie war zu diesem Zeitpunkt geschwächt und hatte erheblich an Gewicht verloren. An diesem Tag beantragte Tantawans Vater beim Strafgericht eine Freilassung auf Kaution für seine Tochter und Natthanon. Der Vater erklärte gegenüber den Medien am 24. Februar 2024 gegenüber Thai PBS World, dass sich der Gesundheitszustand beider Aktivisten „nach 11 Tagen im Hungerstreik“ verschlechtert habe. Er konnte sehen, dass es Natthanon sehr schlecht ging. Natthanon wirkte desorientiert und konnte kaum sprechen. Tantawan konnte immer noch sprechen, aber ihre Stimme war kaum hörbar. Am 25. Februar 2024 lehnten beide eine medizinische Behandlung ab, und die unabhängige thailändischsprachige Online-Zeitung Prachatai berichtete, dass um 13:50 Uhr entschieden wurde, dass Tantawan und Natthanon keine Freilassung auf Kaution gewährt werde. Am 8. März 2024 wurde die Haft der beiden Aktivisten bis zum 20. März 2024 verlängert, mit der Begründung, die Polizei könne weitere Zeugen befragen.
Am 24. Februar 2024 hatten andere Demonstranten und Aktivisten am Siegesdenkmal in Bangkok mit Protesten gegen die Verweigerung der Kaution für Tantawan und Natthanon begonnen und die Freilassung weiterer politischer Gefangener gefordert.

## Hintergrund
Tantawan studierte Marketing an einer Universität in Singapur. Für die Semesterferien reiste sie zurück nach Thailand, und als die Corona-Pandemie ausbrach, stellte die Universität auf Online-Heimunterricht um. Parallel zum Homeschooling nahm sie an Demonstrationen gegen die Regierung teil. Nachdem sie an vielen Demonstrationen teilgenommen hatte, begann sie mit mehreren demokratiefreundlichen Gruppen zusammenzuarbeiten, darunter WeVolunteer, Draconis Revolution und Taluwang. Gegenüber Reportern erklärte sie, dass sie ihr Studium an der Universität von Singapur abgeschlossen und ihr Hauptfach auf Jura an der juristischen Fakultät der Thammasat-Universität geändert habe, nachdem sie an Straßendemonstrationen teilgenommen und die Ungerechtigkeit in der thailändischen Gesellschaft entdeckt hatte.

## Von Ultraroyalisten angegriffen
Am 10. Februar 2024 nahm sie an einer Versammlung von Aktivisten und Bürgerjournalisten im Einkaufszentrum Siam Paragon im Einkaufsviertel Siam in Bangkok teil, als diese von ultraroyalistischen Gruppen, die die Versammlung begleiteten, angegriffen wurden. Der Vorfall ereignete sich am Ausgang der Siam-Skytrain-Station im Einkaufszentrum Siam Paragon. Während sie eine von ihr vorbereitete Erklärung vorlas, kletterten die Ultraroyalisten über die Metallzäune, die Mall-Mitarbeiter aufgestellt hatten, um den Ausgang zur Skytrain-Station zu blockieren, und griffen die Aktivisten an. Laut der unabhängigen englischsprachigen Online-Zeitung Prachatai English wurden zehn Aktivisten, zwei Bürgerjournalisten und ein Unbeteiligter verletzt.